# Artocarpus elasticus
Artocarpus elasticus är en mullbärsväxtart som beskrevs av Caspar Georg Carl Reinwardt och Carl Ludwig von Blume. Artocarpus elasticus ingår i släktet Artocarpus och familjen mullbärsväxter. Inga underarter finns listade i Catalogue of Life.

## Bildgalleri

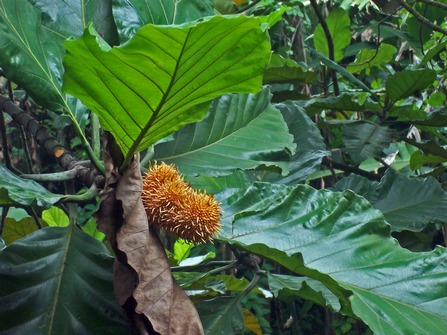
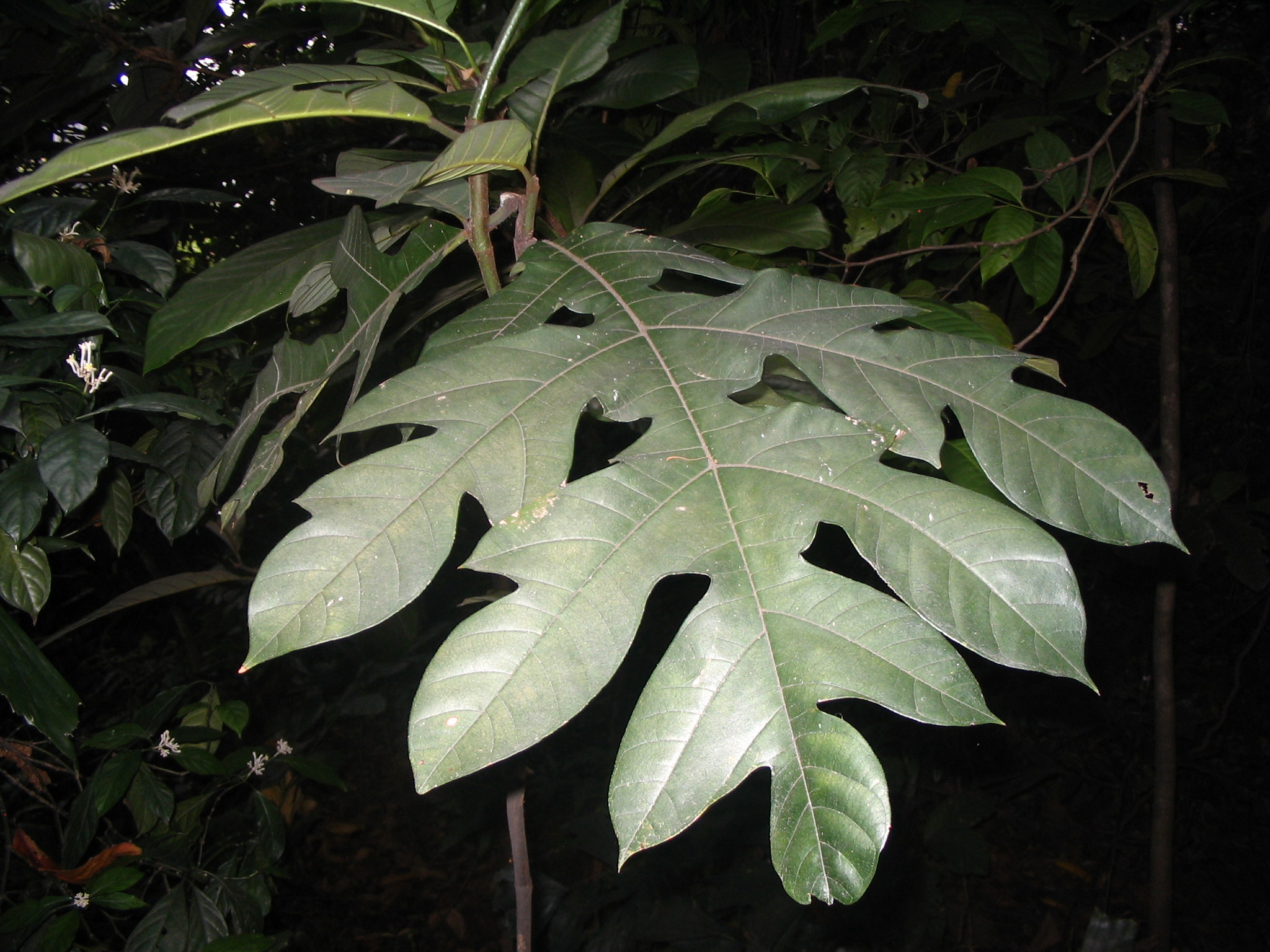
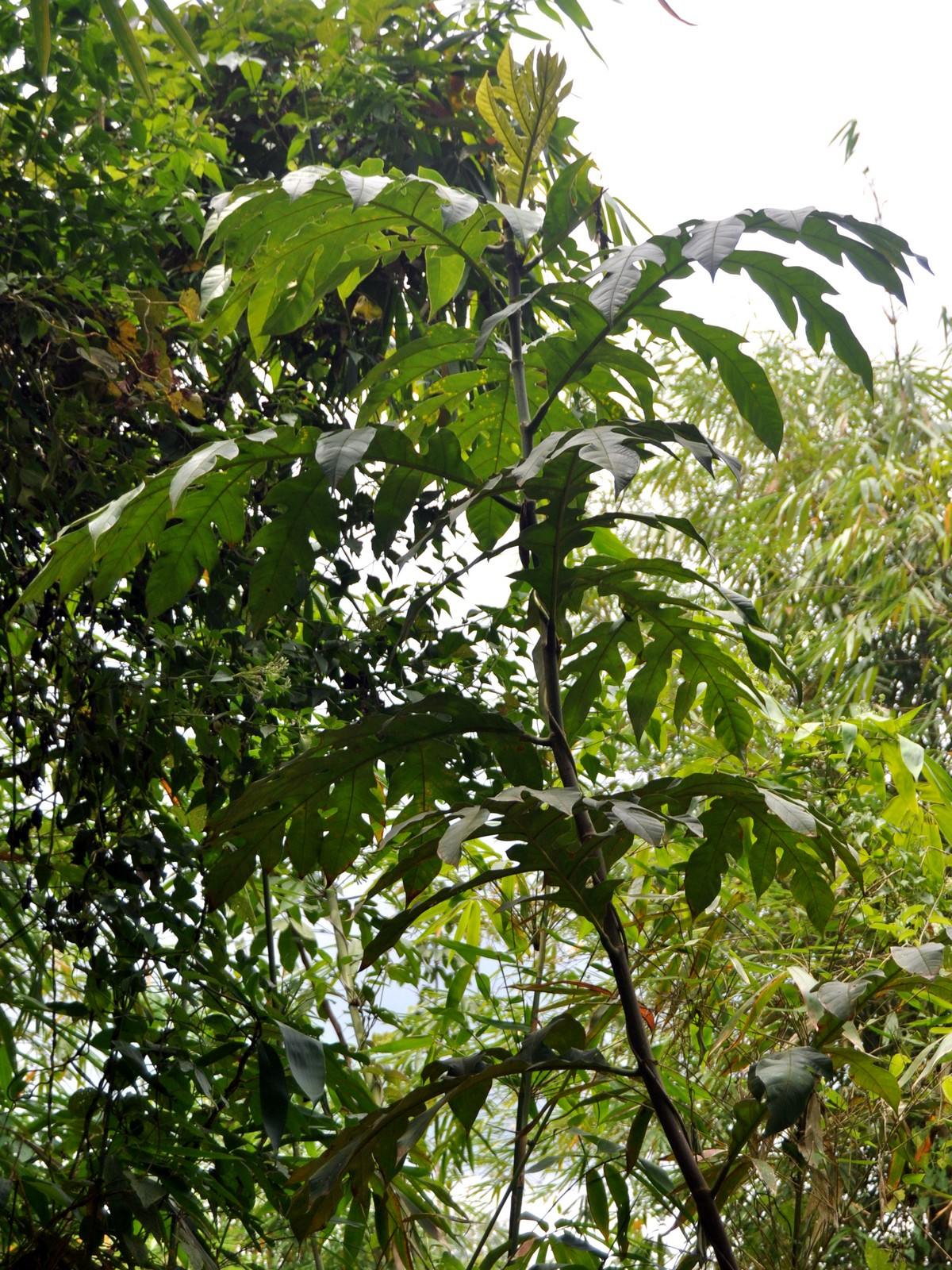
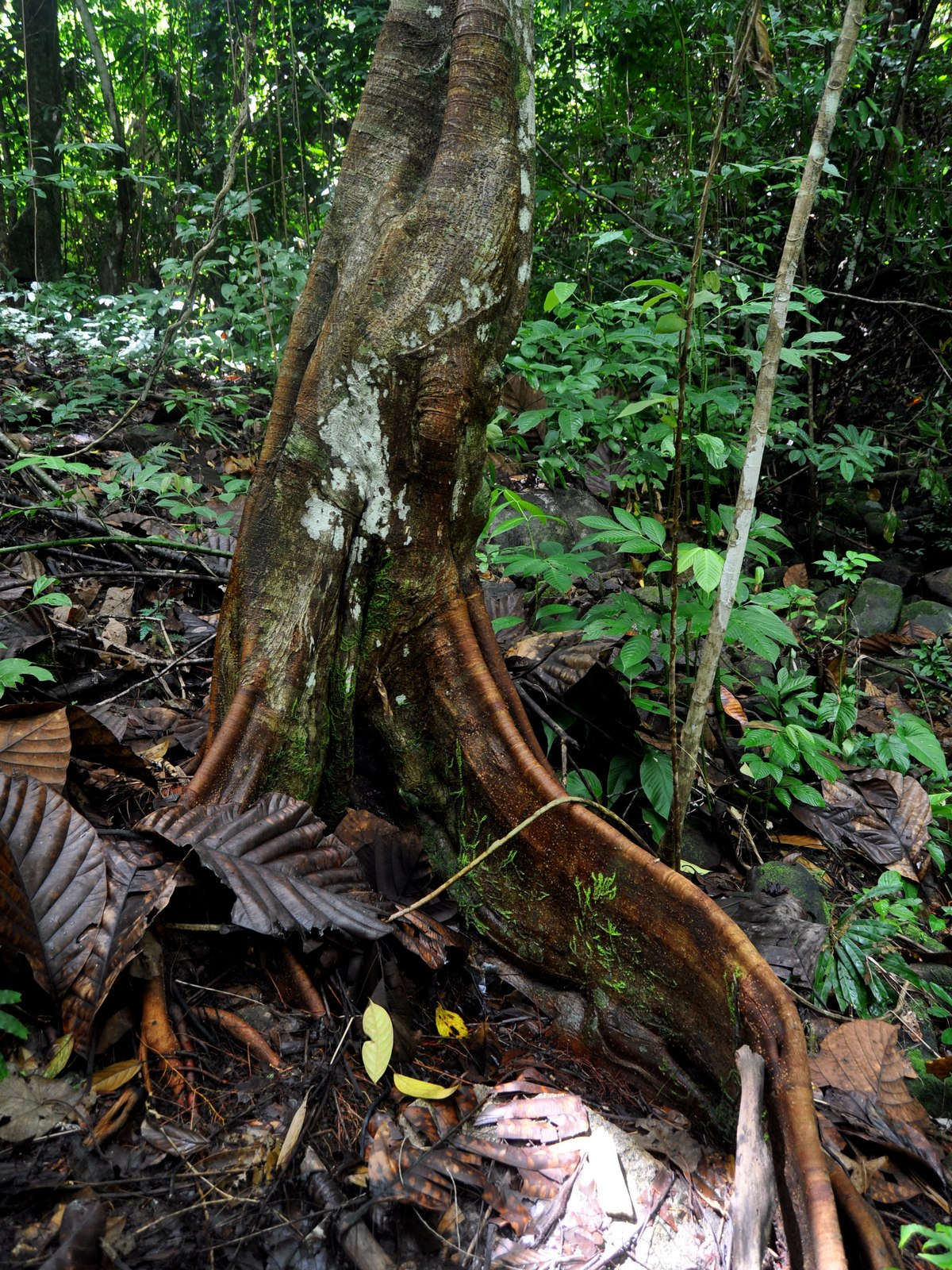
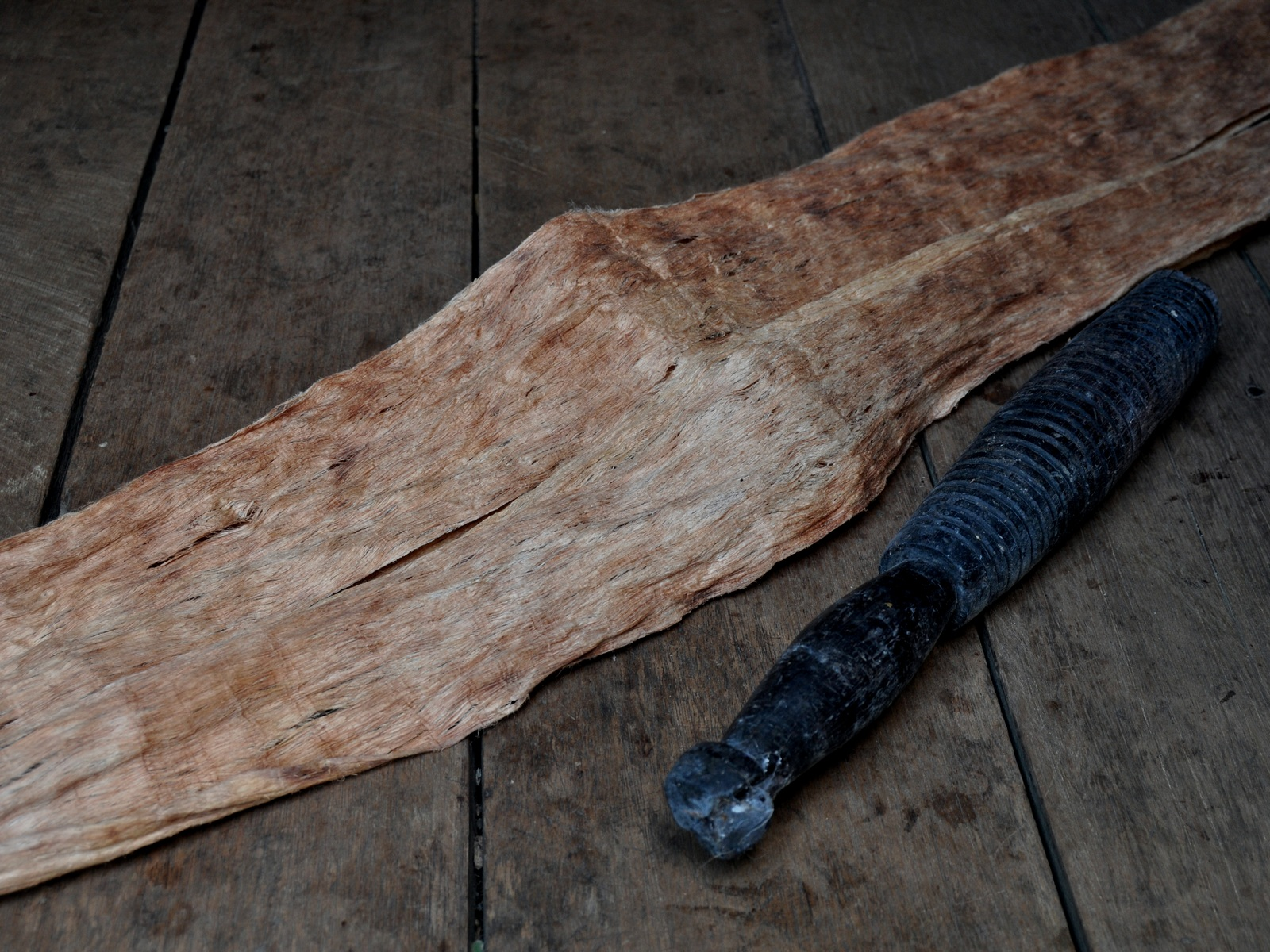
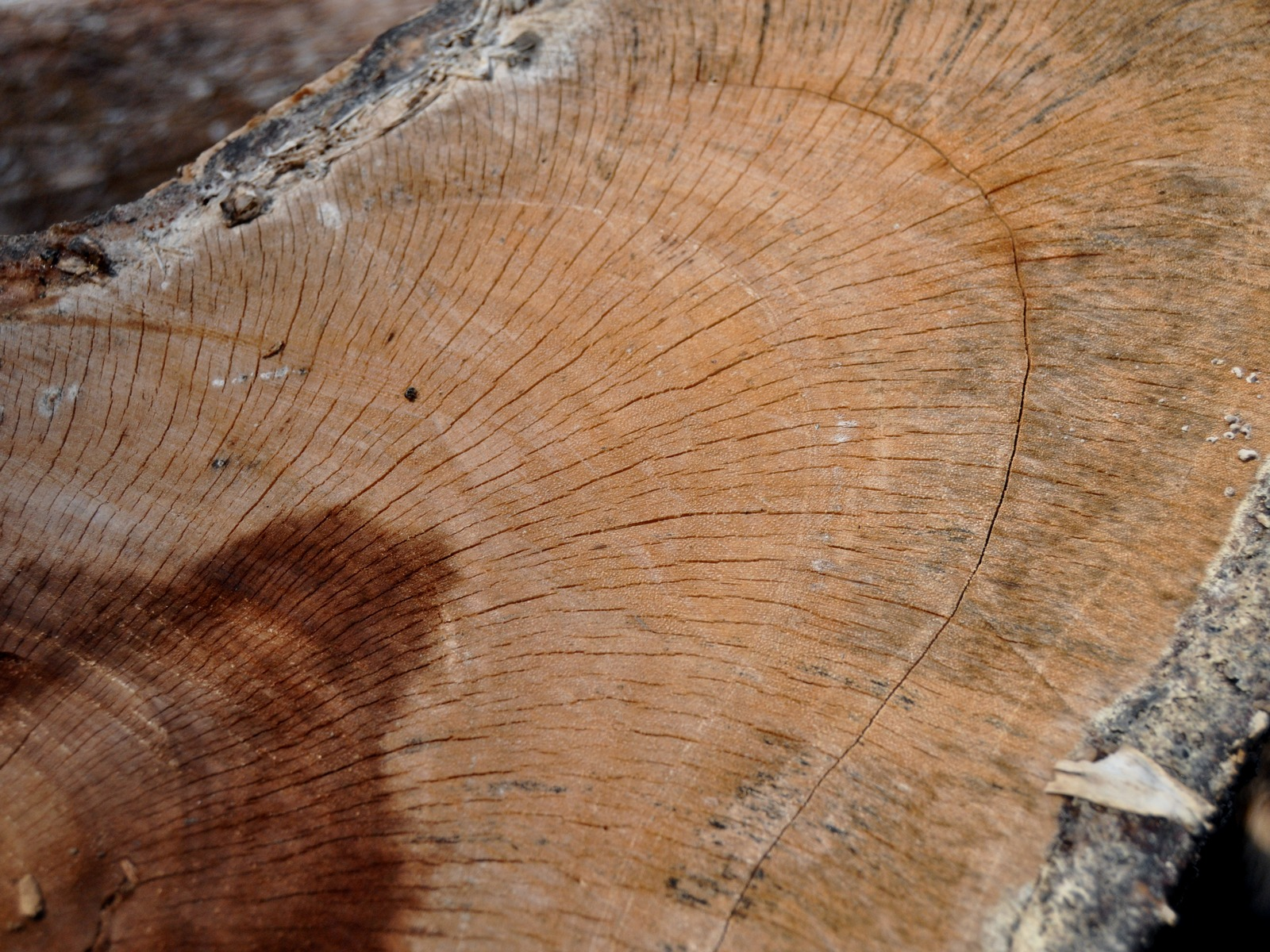